# Stornelli d'esilio
Stornelli d'esilio (Verso do Exílio) é uma canção composta pelo poeta e advogado anarquista Pietro Gori no ano 1895 na Itália. Sua base musical advém do canto popular toscano "Figlia campagnola". Esta canção é considerada por muitos ativistas do início do século XX um hino do internacionalismo libertário. Stornelli d'esilio é tocada em uma das cenas do filme Sweet Movie do diretor Dusan Makavejev.